# Eugeniusz Lokajski

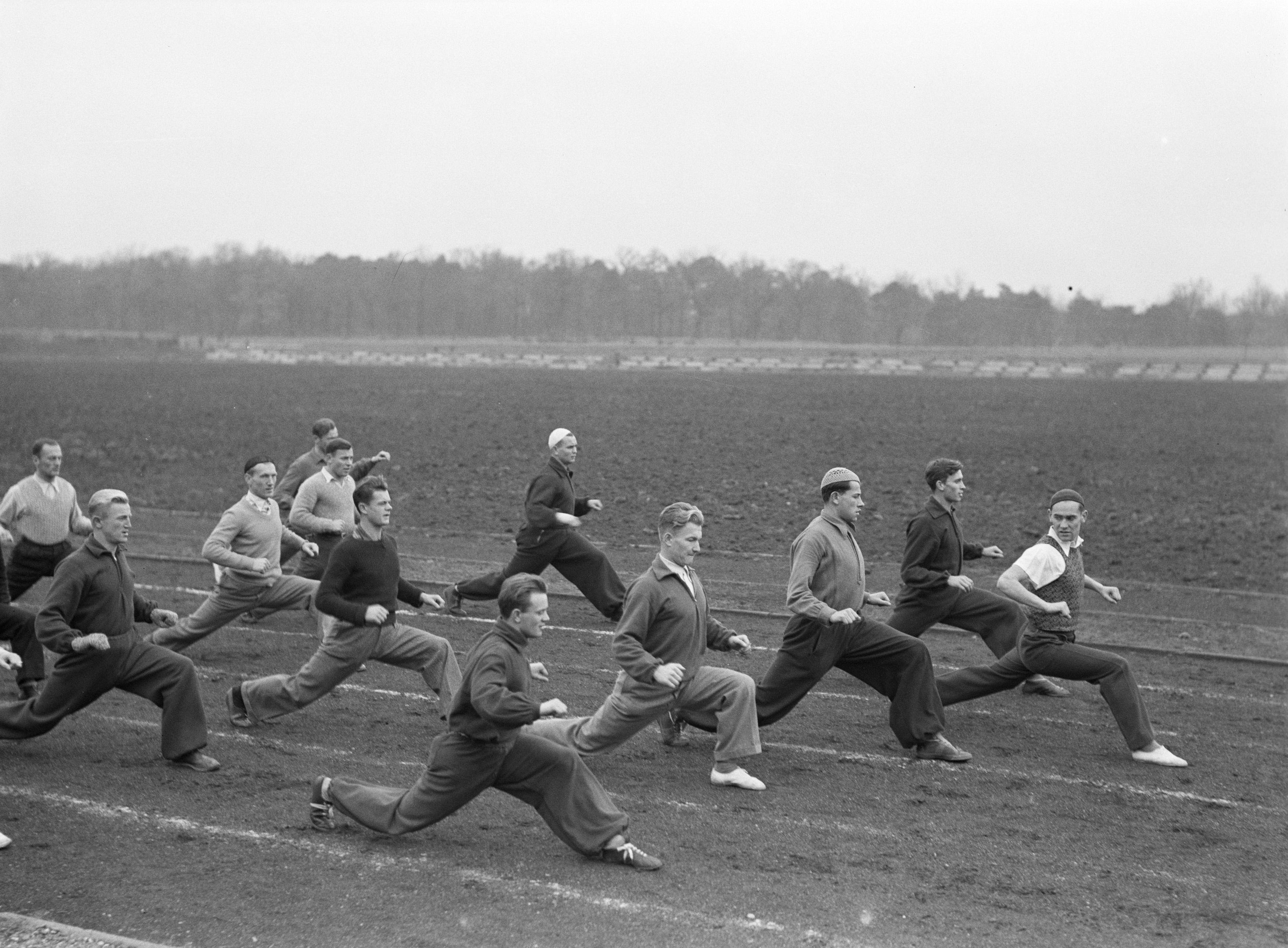
Eugeniusz Lokajski (na czele grupy) prowadzący zajęcia z lekkoatletyki w Centralnym Instytucie Wychowania Fizycznego w Warszawie

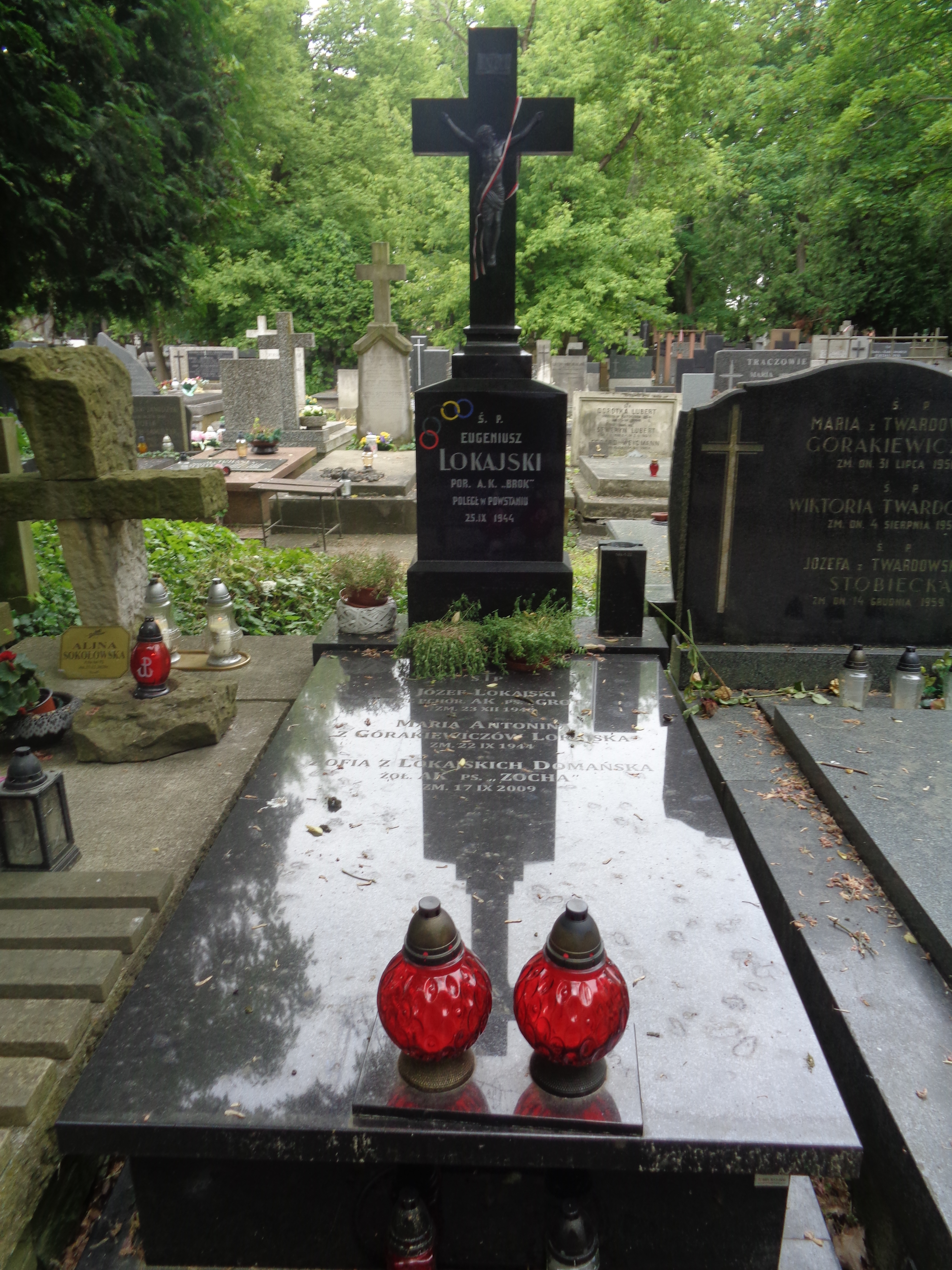
Grób Eugeniusza Lokajskiego na cmentarzu Powązkowskim w Warszawie

Eugeniusz Zenon Lokajski (ur. 14 grudnia 1908 w Warszawie, zm. 25 września 1944 tamże) – polski lekkoatleta, olimpijczyk, fotograf amator, podporucznik piechoty rezerwy Wojska Polskiego II RP, porucznik Armii Krajowej, uczestnik powstania warszawskiego.

## Życiorys
Urodził się w rodzinie rzemieślniczej jako syn Antoniego i Antoniny z domu Górakiewicz. Miał siostrę Zofię Lokajską-Domańską (1911–2009, ps. „Zocha”) i brata Józefa (1920–1943, ps. „Grot”) także oszczepnika. Oboje byli żołnierzami Armii Krajowej.

### Kariera sportowa i pedagogiczna
Uprawiał sporty lekkoatletyczne: rzut oszczepem (trenował od 15. roku życia), pięciobój i dziesięciobój, skok wzwyż. Zdobywał medale mistrzostw Polski. W 1924 wstąpił do KS Warszawianka, gdzie trenował różne dyscypliny, m.in. pływanie, bieganie i piłkę nożną. Chciał wstąpić do sekcji oszczepniczej, ale trener mu odmówił. W 1928 zdał maturę w ewangelickim Liceum im. Mikołaja Reja w Warszawie. Ukończył studia w Centralnym Instytucie Wychowania Fizycznego w Warszawie. Po skończeniu studiów i odbyciu służby wojskowej w 1932 powrócił do KS Warszawianka. W 1934 został asystentem – instruktorem lekkiej atletyki w CIWF, później nauczycielem wychowania fizycznego w swoim macierzystym Liceum im. Mikołaja Reja. W 1934 został Mistrzem Polski w rzucie oszczepem. W 1935 zdobył wicemistrzostwo świata w pięcioboju w Budapeszcie. Startował na Igrzyskach Olimpijskich w Berlinie w 1936, gdzie zajął 7. miejsce w rzucie oszczepem. Jego rekord Polski z 1936 – 73,27 m – przetrwał 17 lat. Przed II wojną światową był czołowym oszczepnikiem na świecie.

### Służba wojskowa
Od 1931 do 1932 odbył służbę wojskową w Szkole Podchorążych Rezerwy Piechoty w Zambrowie. Na stopień podporucznika rezerwy został mianowany ze starszeństwem z dniem 1 stycznia 1934 i 42. lokatą w korpusie oficerów piechoty. Po wybuchu II wojny światowej w kampanii wrześniowej dowodził plutonem 35 pułku piechoty. Po agresji ZSRR na Polskę z 17 września 1939 został aresztowany przez Sowietów w okolicach Brześcia, po czym zbiegł z niewoli i w październiku 1939 powrócił do Warszawy. Początkowo ukrywał się i pracował w tym czasie jako robotnik w Paprotni. Następnie w Warszawie parał się fotografią, w tym wykonywał zdjęcia teatralne, w 1942 otworzył zakład fotograficzny w mieszkaniu matki przy ulicy Łuckiej 2. Później podczas okupacji niemieckiej wykładał w tajnym nauczaniu w CIWF, pracował jako nauczyciel gimnastyki w Prywatnej Szkole Powszechnej im. Mikołaja Reja. W styczniu 1944 został zaprzysiężony do Armii Krajowej i został oficerem w stopniu porucznika. Został dowódcą plutonu w 3 kompanii Praskiej, wchodzącej w skład I batalionu rejonu III Rembertów, VII Obwodu Armii Krajowej „Obroża”.
W powstaniu warszawskim służył w kompanii sztabowej „Koszta” (pod ps. „Brok”), początkowo był oficerem łącznikowym kompanii, a 30 sierpnia 1944 został dowódcą plutonu. Brał udział w trzech ważnych dla powstańców natarciach: na lokal „Esplanada” na rogu ulic Sienkiewicza i Marszałkowskiej, na gmach PAST-y przy ul. Zielnej 37/39 i na komendę policji na Krakowskim Przedmieściu. Zajmował się dokumentacją fotograficzną przebiegu walk oraz zbrodni dokonywanych przez wojska niemieckie, a jego zdjęcia spotkały się z powszechnym uznaniem i stanowią nieocenione świadectwo oporu walczącej stolicy (pasję fotograficzną rozwijał jeszcze w latach 30. przy użyciu aparatu marki Leica). Wykonał ponad 1000 zdjęć dokumentujących powstanie warszawskie. Zginął 25 września pod gruzami zbombardowanej przez Niemców kamienicy przy ulicy Marszałkowskiej 129, gdzie udał się do mieszczącego się tam zakładu fotograficznego, mając zamiar zaopatrzyć się w filmy do aparatu. Jego ciało zostało wydobyte spod gruzów 15 maja 1945. Został pochowany na cmentarzu Powązkowskim w Warszawie (kwatera 149-1-22).

## Odznaczenia
2 sierpnia 2009 Prezydent RP Lech Kaczyński odznaczył pośmiertnie Eugeniusza Lokajskiego Krzyżem Oficerskim Orderu Odrodzenia Polski za wybitne zasługi dla niepodległości Rzeczypospolitej Polskiej.

## Upamiętnienie
Eugeniuszowi Lokajskiemu zostały poświęcone filmy dokumentalne: Gienek (1968, scenariusz Jan Łomnicki, Marian Bekajło, realizacja Jan Łomnicki), Z archiwum porucznika Broka (2004, scenariusz i reżyseria Krzysztof Kownas).
22 kwietnia 1978 Sportowa Szkoła Podstawowa nr 55 w Łodzi otrzymała imię Eugeniusza Lokajskiego. W uroczystości uczestniczyła siostra patrona Zofia Lokajska-Domańska i kilku olimpijczyków.
22 września 1981 Sportowa Szkoła Podstawowa nr 272 w Warszawie otrzymała imię Eugeniusza Lokajskiego (obecnie Zespół Szkół Sportowych Nr 58 im. Eugeniusza Lokajskiego w Warszawie).
Imieniem Eugeniusza Lokajskiego nazwano ulice w warszawskiej dzielnicy Ursynów i w łódzkiej dzielnicy Polesie.
Po upadku powstania zdjęcia Eugeniusza Lokajskiego wyniosła ze stolicy jego siostra Zofia. Na początku XXI wieku przekazała je na rzecz Muzeum Powstania Warszawskiego. W 2009, wydany przez Muzeum Powstania Warszawskiego album z fotografiami Eugeniusza Lokajskiego, zajął pierwsze miejsce w organizowanym przez Galerię f5 & Księgarnię Fotograficzną konkursie Fotograficzna Publikacja Roku 2008 w kategorii album.
Od 2014 Stowarzyszenie Dziennikarzy Polskich przyznaje Nagrodę im. Eugeniusza Lokajskiego za fotografię sportową.